# Pou de gel de Sant Domí
El Pou de gel de Sant Domí és una obra de Sant Guim de Freixenet (Segarra) protegida com a bé cultural d'interès local.

## Descripció
Aquest pou es localitza en una zona agrícola del municipi de Sant Guim de Freixenet, concretament a la població de Sant Domí. Per accedir-hi cal seguir la carretera LV-1005 que va de Sant Guim a Estaràs. A l'alçada de Sant Domí, cal trencar a mà dreta direcció al cobert d'en Bonet. El pou de gel es troba en la part septentrional del bosquet que hi ha just al davant.
L'estructura del pont segueix la tipologia típica dels pous de gel catalans. Es tracta d'una pou excavat parcialment a terra amb una coberta de falsa cúpula semiesfèrica. Els murs estan formats per pedra lleugerament treballada, formant filades regulars. No es pot apreciar si estan lligades amb morter. L'únic accés visible actualment és l'obertura superior, al capdamunt de la cúpula, des d'on s'introduïa el glaç. Probablement compta amb una obertura horitzontal, per la qual hi podien accedir els treballadors. Aquesta no es pot veure, ja que hi ha vegetació i brossa que ho impedeixen. A l'interior hi ha runes i deixalles, ja que durant molt temps es va fer servir com abocador. La fondària visible és d'uns cinc metres, però podria arribar fins als vuit. L'estructura i els murs presenten un bon aspecte, però per conèixer ben bé l'estat de conservació caldrà desbrossar la zona. A la vora hi ha unes basses que segurament proporcionaven el gel per al pou.

## Història
No s'ha trobat documentació històrica d'aquest pou, però de ben segur n'hi devia haver. L'explotació dels pous de gel generava documents en el moment de la construcció, quan s'empouava -s'extreia el gel- i quan es feia el transport.
Els documents solien recollir els pagaments dels jornals, els pagaments dels impostos, contractes d'arrendament, etc. Sobre el pont de Sendomí hi podria haver algun document en els fons notarials de Cervera, Montblanc o Solsona.
El moment de màxima importància del comerç del gel, tot i que ja es feia servir en l'època antiga i medieval, s'inicia al segle xv i es dona especialment entre els segles XVII i XVIII. A més de la conservació d'aliments, també es feia servir per tractaments mèdics.